# Hinterländer Schweiz

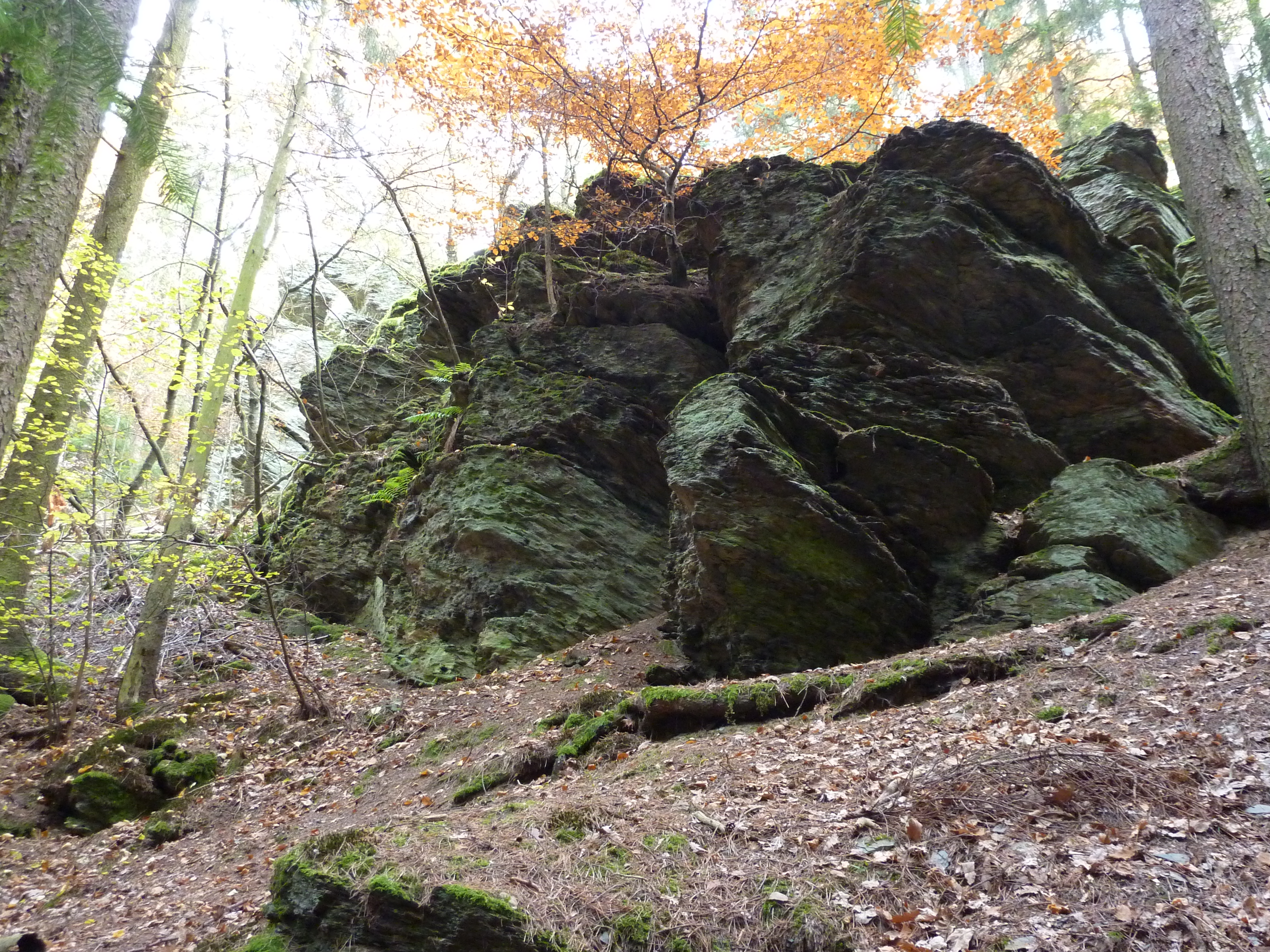
Hinterländer Schweiz

Die Hinterländer Schweiz ist eine kleinräumige Felslandschaft nordwestlich von Gladenbach im Gladenbacher Bergland (Naturpark Lahn-Dill-Bergland). Das landschaftlich reizvolle Gebiet liegt östlich des Kehlnbachtals an der ehemaligen Gemarkungsgrenze zwischen Gladenbach und dem heutigen Ortsteil Kehlnbach sowie nördlich der Burgruine Blankenstein. Es kann über Wege des Lahn-Dill-Bergland-Pfads erwandert werden; auf älteren topographischen Karten (z. B. Messtischblatt 5217 von 1961) ist es noch als Naturschutzgebiet eingetragen.